# La Marxassa
La Marxassa és una caminada de resistència creada el 1994, de 63 quilòmetres, que recorre el Parc Natural del Montseny i el Parc del Montnegre i el Corredor.
La Marxassa està organitzada per l'Agrupació Científico-Excursionista de Mataró (Agrupe), i forma part del Circuit Català de Caminades de Resistència de la Federació d'Entitats Excursionistes de Catalunya (FEEC). L'inici de la marxa és a Sant Martí del Montseny, recorre 66,4 quilòmetres i acumula quasi 4.100 metres de desnivell, fins a arribar a peu de platja, a l'ermita de Sant Simó de Mataró. L'itinerari està senyalitzat amb marques de GR, doncs segueix el GR 5 i el GR 92.